# Eva-Maria Holzleitner
Eva-Maria Holzleitner, née le 5 mai 1993 à Wels, est une personnalité politique autrichienne, membre du Parti social-démocrate (SPÖ).
Depuis mars 2025, elle est ministre fédérale des Femmes, de la Science et de la Recherche dans le gouvernement de Christian Stocker.

## Biographie
Eva-Maria Holzleitner est élue pour la première fois lors des élections législatives de 2017 au Conseil national et est réélue lors des élections de 2019. De 2016 à 2021, elle est la dirigeante de Junge Generation en Haute-Autriche. Depuis 2021, elle est vice-présidente du Parti social-démocrate et cheffe de son aile féminine SPÖ Frauen (en).
Fin février 2025, elle est nommée ministre des Femmes, de la Science et de la Recherche,,.